# Jardim de Angicos
Jardim de Angicos is een gemeente in de Braziliaanse deelstaat Rio Grande do Norte. De gemeente telt 2.598 inwoners (schatting 2009).